# Bazeilles
Bazeilles è un comune francese di 2 193 abitanti situato nel dipartimento delle Ardenne, nella regione del Grand Est. Il 1º gennaio 2017 ha incorporato i comuni di Villers-Cernay e di Rubécourt-et-Lamécourt e  il 1 gennaio 2024 ha incorporato il comune di La Moncelle.

## Società

### Evoluzione demografica
Abitanti censiti